# Этрусская академия
Этрусская академия (итал. Accademia Etrusca) — общественная организация. Расположена в Кортоне, в Палаццо Казали. Возникшая в XVIII веке как привилегированное оккультное общество местных дворян, с конца XIX века она постепенно стала приобретать более научный характер и поддерживать исследования в области этрускологии.

## История
Этрусская академия берет свое начало от предыдущей ассоциации «Оккультистов», основанной в Кортоне 29 декабря 1726 года, в которую входили Ридольфино Венути, Бартоломео Буони, Никколо Марчелло Венути, Кристофоро Капулли, Франческо Каттани, Пьеро Антонио Лапарелли, Джорджо Бальделли и Никколо Ваньуччи.
В следующем году учреждение приобрело финансовую основу благодаря продаже личной библиотеки и музея Онофрио Балделли, кортонского ученого, некоторое время проживавшего в Риме. В связи с этим «Оккультисты» изменили свое название на Академию наук и эрудиций, которая, в свою очередь, впоследствии была переименована в Этрусскую Академию древностей и надписей.
Название было не совсем удачным, поскольку организация занималась не только этрускологией, но и поддерживала научные исследования в целом, в первую очередь в тосканском регионе. В то же время академия периодически проводила торжественные собрания, где члены академии надевали «этрусские костюмы» (как их представляли себе в XVIII веке), а глава академии носил этрусский титул «Лукумон» (царь).
Основными деятелями первого этапа Академии были братья Филиппо Ридольфино и Марчелло Венути.
После их смерти деятельность академии на некоторое время пришла в упадок. Возрождение произошло в конце XIX века, когда Джироламо Манчини занял должность сначала библиотекаря, а затем главы Академии (Лукумона).
В XX веке видными членами академии были критик и историк литературы Пьетро Панкраци и историк Уго Прокаччи. Членами академии также были видные этрускологи, в частности, Амброс Пфиффиг.

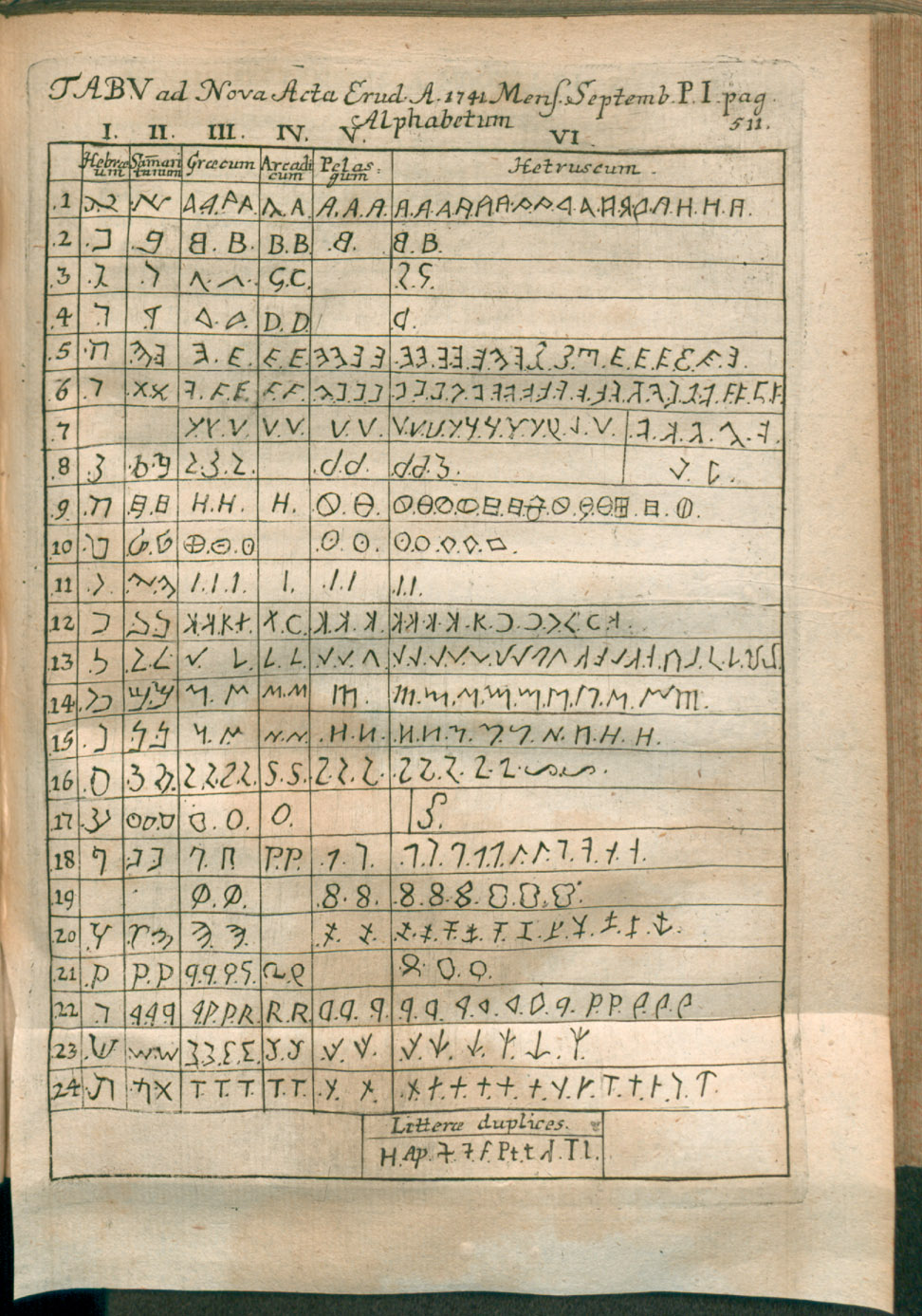
Иллюстрация из Acta Eruditorum 1741 г., где приводится диссертация 1735 г.

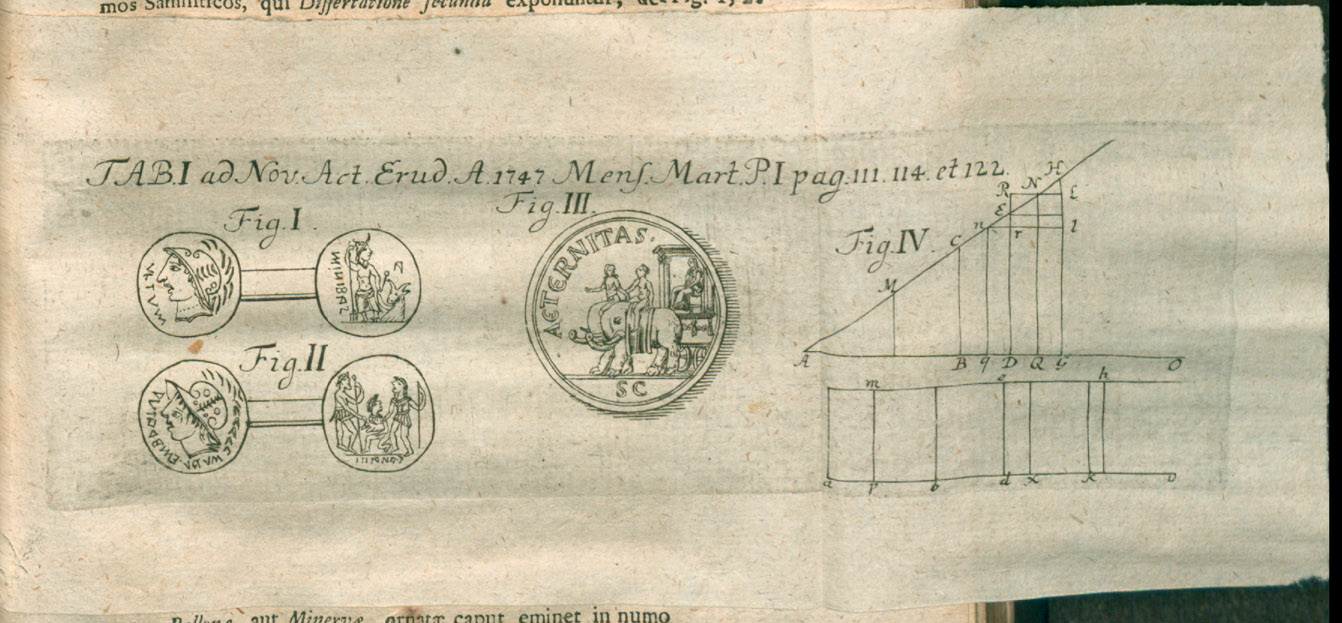
Иллюстрация к Acta Eruditorum 1747 года.